# Jagdgeschwader 233
La Jagdgeschwader 233  (JG 233) (233e escadron de chasseurs) est une unité de chasseurs de la Luftwaffe à l'aube de la Seconde Guerre mondiale.
Active de fin-1938 à mi-1939, l'unité était affectée aux missions visant à assurer la supériorité aérienne de l'Allemagne dans le ciel de l'Europe.

## Opérations
Le JG 233 opère sur des chasseurs :
- Messerschmitt Bf 109D et E.

## Organisation

### I. Gruppe
Formé le 1er novembre 1938 à Bad Aibling à partir du I./JG 135 avec :
- Stab I./JG 233 à partir du Stab I./JG 135
- 1./JG 233 à partir du 1./JG 135
- 2./JG 233 à partir du 2./JG 135
- 3./JG 233 à partir du 3./JG 135

Le 1er mai 1939, le I./JG 233 est renommé I./JG 51 :
- Stab I./JG 233 devient Stab I./JG 51
- 1./JG 233 devient 1./JG 51
- 2./JG 233 devient 2./JG 51
- 3./JG 233 devient 3./JG 51

Gruppenkommandeure (Commandant de groupe) :
| Début             | Fin          | Grade | Nom                     |
| ----------------- | ------------ | ----- | ----------------------- |
| 1er novembre 1938 | 1er mai 1939 | Major | Ernst Freiherr von Berg |